# Pushpa Basnet
Pour les articles homonymes, voir Basnet.
Pushpa Basnet (en népalais : पुष्पा बस्नेत), née en 1984 à Katmandou au Népal, est une travailleuse sociale, fondatrice et présidente du Centre de développement de la petite enfance (ECDC) et de Butterfly Home, organisations à but non lucratif à Katmandou au Népal. 
L'organisation qu'elle a fondée œuvre pour renforcer les droits des enfants vivant derrière les barreaux avec leurs parents incarcérés,,.
Ses actions sont reconnues par les médias nationaux et internationaux depuis qu'elle a été nommée pour le CNN Heroes Award, qu'elle a ensuite reçu en 2012,. Elle a reçu le « CNN Super Hero Award » en 2016.

## Carrière
Pushpa Basnet commence son œuvre sociale à l'âge de 21 ans, quand elle est encore étudiante en service social au St. Xavier's College, à Katmandou. Dans le cadre de sa mission à l'université, elle visite la prison pour femmes de Katmandou. Elle est consternée quand elle voit des enfants vivre avec leurs parents derrière les barreaux. Elle recueille 70 000 roupies (environ 885 $) auprès de ses amis proches et de sa sœur, et fonde une organisation à but non lucratif, le Centre de développement de la petite enfance (ECDC), pour fournir un programme de garderie aux enfants, en 2005.
En 2007, elle ouvre un foyer d'hébergement pour que les enfants vivent en dehors de la prison toute l'année tout en visitant leur mère pendant les vacances. Elle a ainsi aidé plus de 100 enfants de parents incarcérés. Elle dirige une garderie pour les enfants de la prison et un foyer pour les plus âgés. Elle aide également à leur fournir une résidence alternative, une inscription à l'école, des repas gratuits et des soins médicaux.
En 2009, parrainée par ChangeFusion Nepal, Pushpa Basnet lance un programme pour aider les parents à fabriquer des objets artisanaux à l'intérieur de la cellule. Le principal objectif du programme est de faire en sorte que les détenues ainsi que les anciennes détenues s'impliquent dans des activités génératrices de revenus qui leur permettent d'assurer leur subsistance et contribuer à élever leurs enfants,.
Avec son organisation, elle se coordonne avec les administrateurs de prison pour secourir les enfants derrière les barreaux dans les zones urbaines et rurales du Népal et les aider à briser le cycle de la criminalité et de la pauvreté.

## Don et collecte de fonds
Reconnaissant son effort comme étant le premier du genre au Népal, de nombreuses organisations locales offrent leur aide pour lever des fonds pour Pushpa Basnet. Des dons importants pour son organisation proviennent de la Shikshya Foundation Nepal et de Sundar Sansar. L'ECDC soutient également les enfants dans le cadre d'un contrat avec la Glasswaters Foundation. Le centre recueille des dons grâce à divers programmes de collecte de fonds et des dons individuels.
En 2012, une organisation locale a aidé à recueillir 370 000 roupies, (environ 4 600 $), pour son organisation par le biais de divers programmes de dons nationaux et internationaux.

## Prix et reconnaissance

### CNN Hero 2012
Pushpa Basnet a reçu le CNN Hero Award 2012, qui a été décerné au Shrine Auditorium à Los Angeles en Californie, le dimanche 2 décembre 2012. L'actrice Susan Sarandon, lauréate d'un Oscar, a remis le prix à Pushpa Basnet. L'émission a été diffusée en direct sur CNN. Elle déclare : « Ce n'est pas juste pour (ces) enfants de vivre en prison parce qu'ils n'ont rien fait de mal ... Ma mission est de m'assurer qu'aucun enfant ne grandit derrière le mur de la prison ». CNN Heroes a culminé avec une émission télévisée mondiale honorant les 10 meilleurs héros CNN de 2012 le 20 septembre. Pushpa Basnet a été sélectionnée dans la liste finale par décision unanime du jury, remportant une subvention de 50 000 $ pour son action et ses contributions au bien-être des enfants qui sont derrière les barreaux. En plus des 50 000 $ reçus par chacun des 10 meilleurs héros de CNN en reconnaissance de leur travail, l'organisation à but non lucratif de Pushpa Basnet, le Centre de développement de la petite enfance, a reçu une subvention supplémentaire de 250 000 $ pour poursuivre son œuvre.

### Banquet à l'Université GW, Washington
Pushpa Basnet est la conférencière invitée d'honneur lors du dîner de banquet organisé par l'organisation étudiante George Washington Babies Behind Bars dans le Cloyd Heck Marvin.

### TEDx Katmandou
Pushpa Basnet est honorée comme oratrice à la Conférence TED de Katmandou, organisée le 28 juillet 2012.

### Fondation ILGA Corée
La Fondation ILGA de Corée du Sud a décerné le prix Young ILGA à Pushpa Basnet le 1er septembre 2012, dans la salle de conférence Chung de Séoul pour sa contribution aux services humains. Pushpa Basnet est la seule étrangère à avoir reçu ce prix fondé à la mémoire du travailleur social ILGA Kim Yong-ki (en) en 1989,.

### CNN Superhero 2016
Pushpa Basnet est nommée « CNN Superhero » en 2016[réf. nécessaire].

## Voir également
- Agrim Poudyal
- Peuple du Népal
- Anuradha Koirala